# Lithophane contra
Lithophane contra är en fjärilsart som beskrevs av Barnes och Benjamin 1924. Lithophane contra ingår i släktet Lithophane och familjen nattflyn. Inga underarter finns listade i Catalogue of Life.